# Barranc del Molinell
El barranc del Molinell o barranc dels Racons és un torrent fluvial del País Valencià que desemboca a la marjal de Pego-Oliva i després al mediterrani. Marca el límit dels termes de Dénia i Pego al sud i Oliva al nord. Igualment, la darrera part del seu recorregut fa de frontera comarcal entre la Safor i la Marina Alta, i de frontera provincial entre la província de València i la província d'Alacant.
El final del Molinell és conegut com una zona on en el passat la gent pobra malvivia en barraques. Històricament no s'ha urbanitzat per ser una zona inundable; no obstant això, hui dia la zona al costat meridional de la desembocadura s'han construït edificis, en un enclavament del terme de Dénia anomenat la platja de les Deveses o de Santa Anna.
La paraula molinell és un diminitiu de molí que s'ha quedat fossilitzat en este topònim, ja que hui la forma normal del diminitiu és amb el sufix -et. El riu rep eixe nom degut a l'existència d'un molí que hi havia a la vora, poc abans de desaiguar al mar.